# أكيس كالينيكيديس
أكيس كالينيكيديس مواليد 1977 في أثينا، هو لاعب كرة سلة يوناني. بدأ مسيرته الاحترافية في سنة 1995. يلعب مع خولارغوس. يحمل الرقم 9. يبلغ طوله 6 قدم 5.75 بوصة (2.0 م).

## المسيرة الاحترافية
لعب مع أيغاليو من سنة 1999 إلى 2009، ثم لعب مع نادي إيه إي كي لكرة السلة من سنة 2009 إلى 2011، ثم لعب مع نادي أركاديكوس لكرة السلة من سنة 2014 إلى 2016.

## روابط خارجية
- أكيس كالينيكيديس على موقع كرة السلة الأوروبية.كوم (الإنجليزية)
- أكيس كالينيكيديس على موقع بروبوليرز (الإنجليزية)